# Amastus vesta
Amastus vesta là một loài bướm đêm thuộc phân họ Arctiinae, họ Erebidae.